# Euphorbia esculenta
Euphorbia esculenta ist eine Pflanzenart aus der Gattung Wolfsmilch (Euphorbia) in der Familie der Wolfsmilchgewächse (Euphorbiaceae).

## Beschreibung
Die sukkulente Euphorbia esculenta bildet stark verzweigte Kleinsträucher bis 50 Zentimeter Wuchshöhe aus. Aus einer knollenartigen Wurzel entwickelt sich eine verkehrt konische Sprossachse, die einen Durchmesser von 20 Zentimeter erreicht und sich zum größten Teil unter der Erdoberfläche befindet. Um den zentralen, mit Warzen besetzten Vegetationspunkt werden radial ausstrahlend Verzweigungen ausgebildet. Die 5 bis 20 Zentimeter langen Zweige werden bis 20 Millimeter dick und stehen aufrecht ausgebreitet. Sie sind mit hervortretenden, schräg verlängerten Warzen besetzt, die bis 12 Millimeter lang und 5 Millimeter breit werden.
Die Cyathien stehen in Büscheln an den Triebspitzen. Die dicken Blütenstandstiele werden bis 8 Millimeter lang und besitzen drei bis fünf kleine Tragblätter. Die Cyathien erreichen einen Durchmesser von bis zu 6 Millimeter. Die elliptischen Nektardrüsen sind bräunlich gefärbt, zurückgebogen und mit tiefen Furchen versehen. Die stumpf gelappte Frucht erreicht 8 Millimeter im Durchmesser und ist nahezu sitzend. Der konische Samen wird 3,5 Millimeter groß.

## Verbreitung und Systematik
Euphorbia esculenta ist in der südafrikanischen Provinz Ostkap verbreitet.
Die Erstbeschreibung der Art erfolgte 1909 durch Rudolf Marloth. Als Synonym zu dieser Art gilt Euphorbia inermis var. laniglans N.E. Brown (1915).